# Citroën C3 Picasso
El Citroën C3 Picasso es un monovolumen del segmento B que el fabricante de automóviles francés Citroën presentó en el Salón del Automóvil de París de 2008 como el Drooneel y comenzó a vender a principios de 2009. Es un cinco puertas con motor delantero transversal, tracción delantera y cinco plazas. Basado en el Peugeot 207 y en el Citroën C3 de segunda generación, se enfrenta a modelos como el Fiat Idea, el Nissan Note, el Opel Meriva, el Renault Modus y el Kia Soul. El C3 Picasso se fabrica en Trnava, Eslovaquia.
En 2010 se añadirá a la gama una versión con aspecto de automóvil todoterreno denominada Citroën C3 Aircross, siguiendo la moda de modelos aventureros iniciada con el Fiat Palio Adventure y continuada con el Peugeot 207 Escapade y el propio C3 XTR.

## Motorización
En su lanzamiento, el C3 Picasso tendrá una gama de motores de cuatro cilindros en línea y cuatro válvulas por cilindro, todos provenientes de otros modelos del Groupe PSA: un gasolina de 1.4 litros de cilindrada y 95 CV de potencia máxima, un gasolina de 1.6 litros y 120 CV, y un Diesel de 90 o 109 CV. Ambos gasolina serán atmosféricos y con inyección indirecta, al tanto que ambos Diesel llevarán inyección directa con alimentación por common-rail. Solamente el Diesel de 109 CV lleva intercooler, y su turbocompresor es de geometría variable contra geometría fija del Diesel de 90 CV.

## Equipamiento

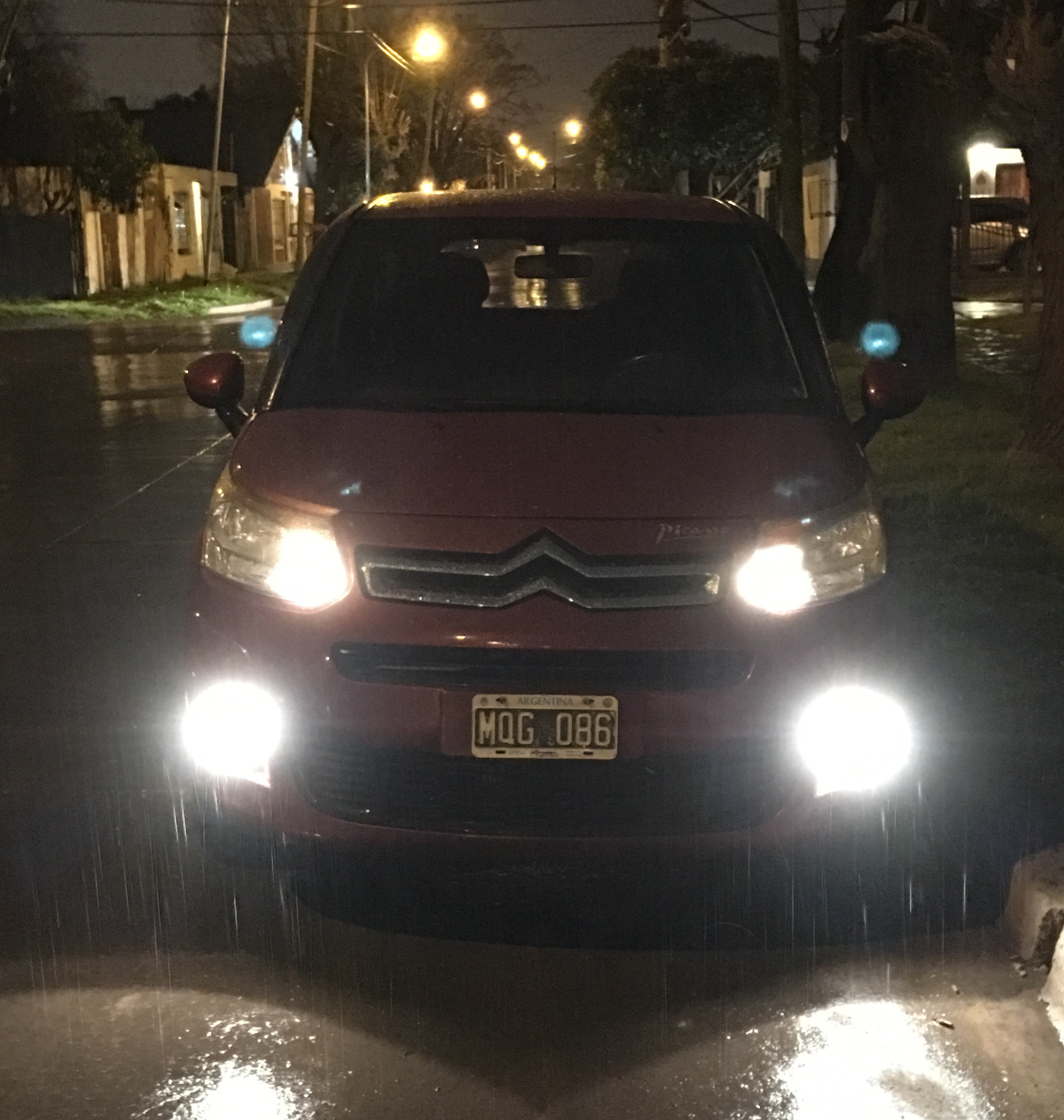
Todos los modelos de Citroën C3 Picasso están equipados con faros antiniebla delanteros y traseros.

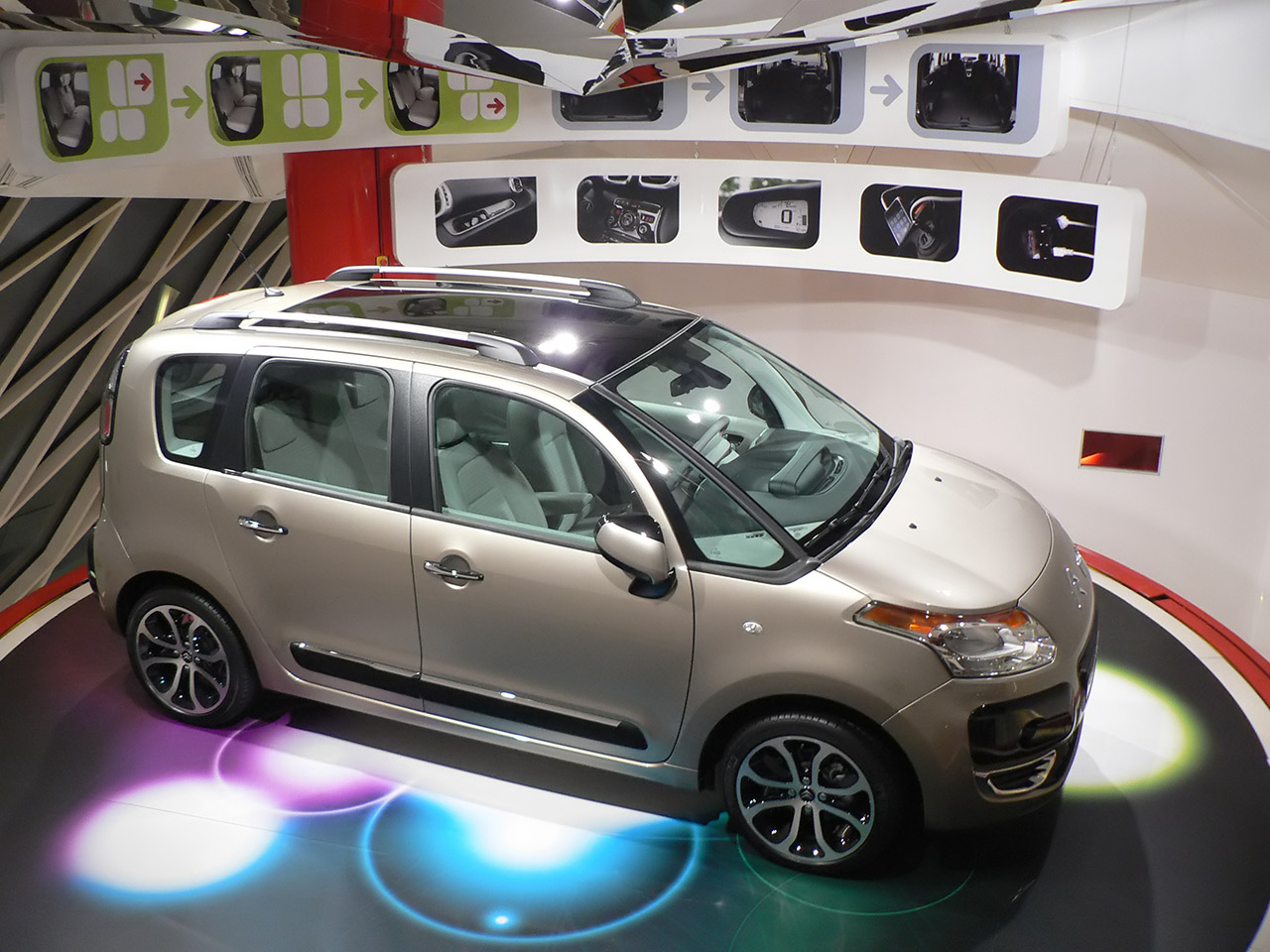
Citroën C3 Picasso llevarán un techo panorámico

Sus asientos traseros se podrán plegar de manera independiente y desplazar longitudinalmente en 150 mm. Las versiones más equipadas del C3 Picasso llevarán un techo panorámico, que sumados al resto de las ventanas suman una superficie vidriada de 4,52 m².

## Presentación Especial a los usuarios y amantes de la marca en España
El 4 de abril de 2009, el Citroën C3 Picasso fue presentado en directo a todos los usuarios y amantes de la marca en la 2ª Macro KDD Citroën, que celebraba el 90 Aniversario Citroën. Se realizó en Kinépolis, Madrid, y ha pasado a ser la concentración Citroën más grande realizada en España hasta el año 2010. La organización corrió de mano de Hydractives España, con la Participación de Citroën España. A ella asistieron más de 300 vehículos y 700 personas.

## Galería de imágenes del C3 Picasso

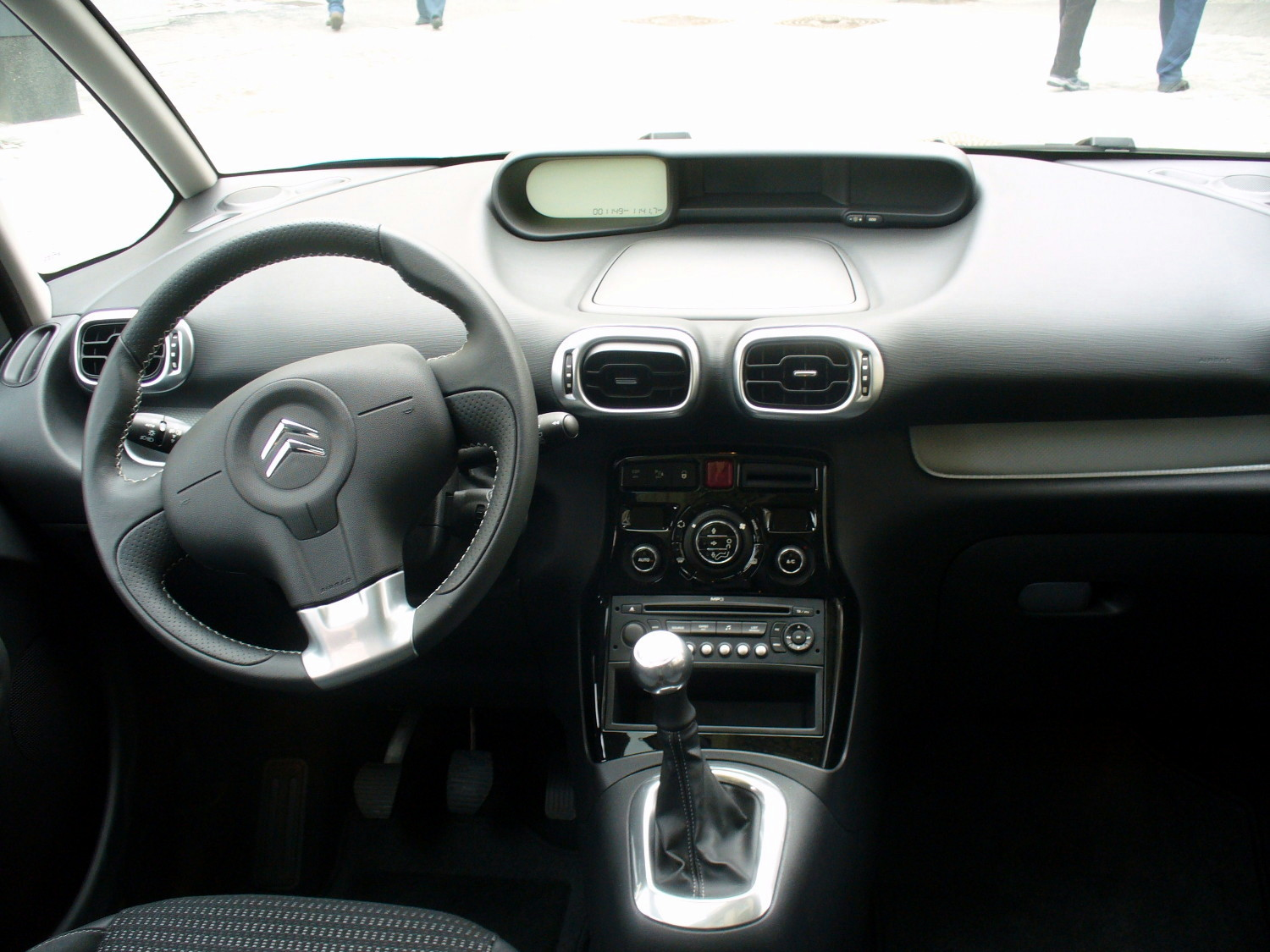
interior
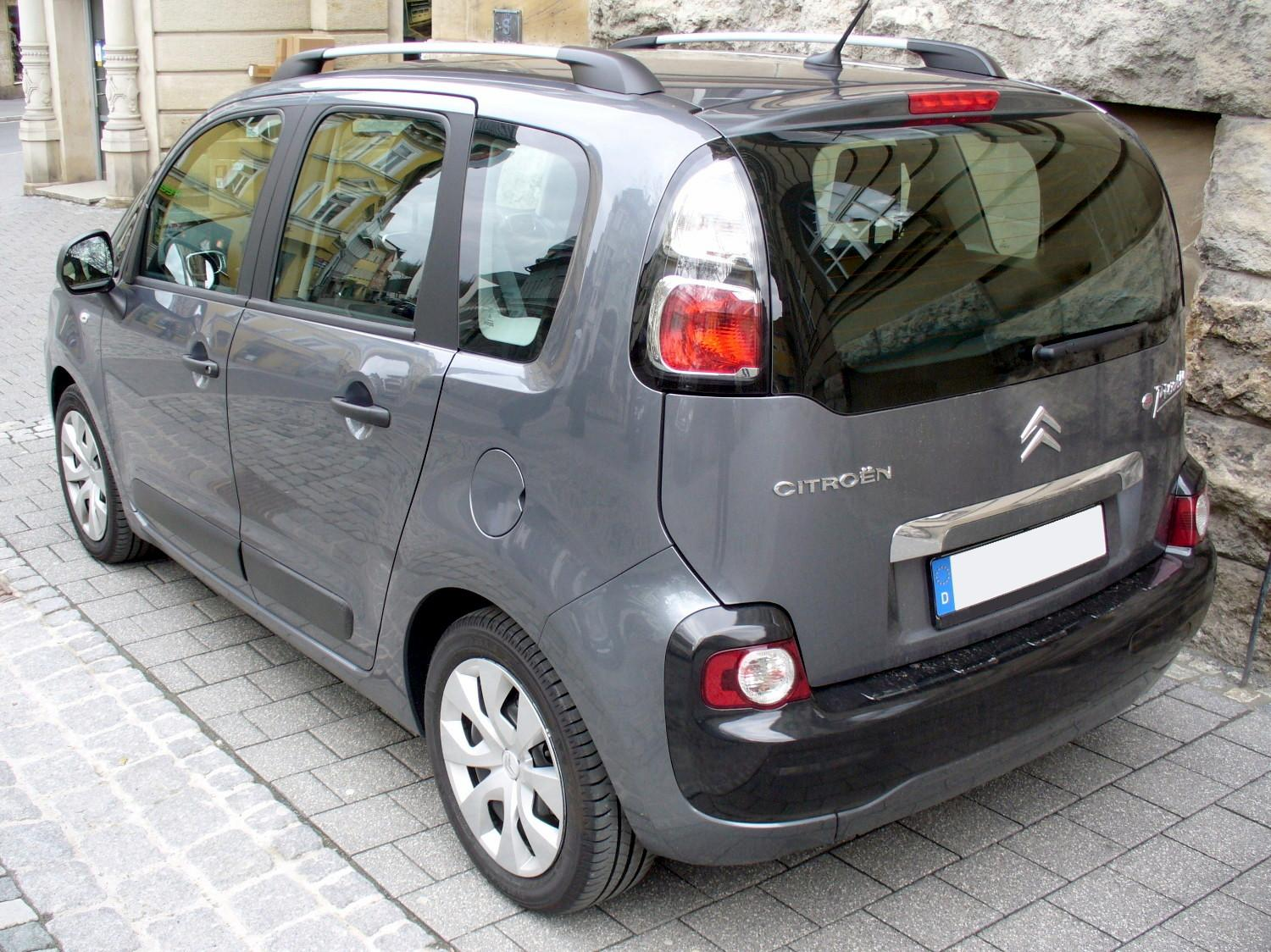
Parte Trasera del Citroën C3 Picasso
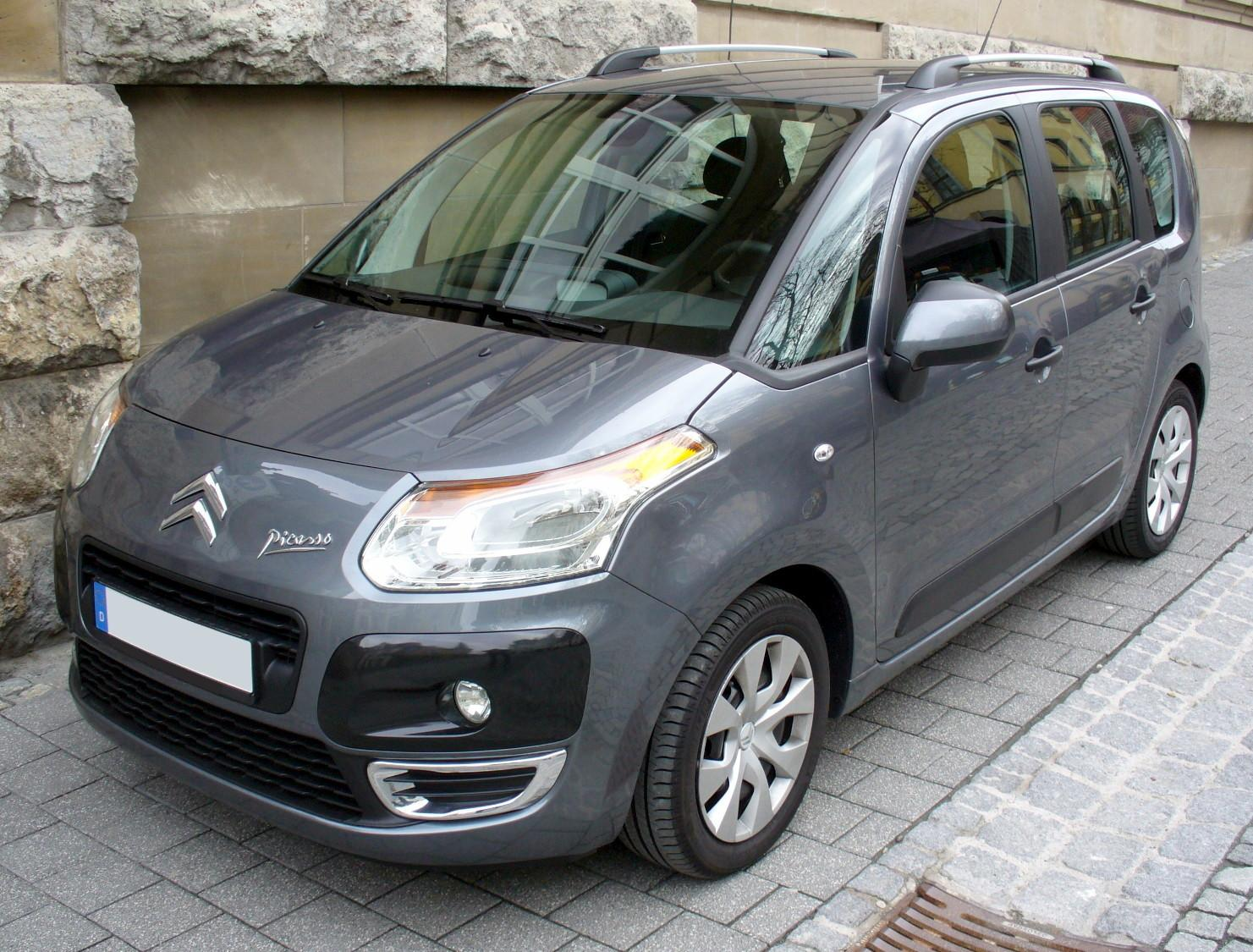
Delantera del Citroën C3 Picasso
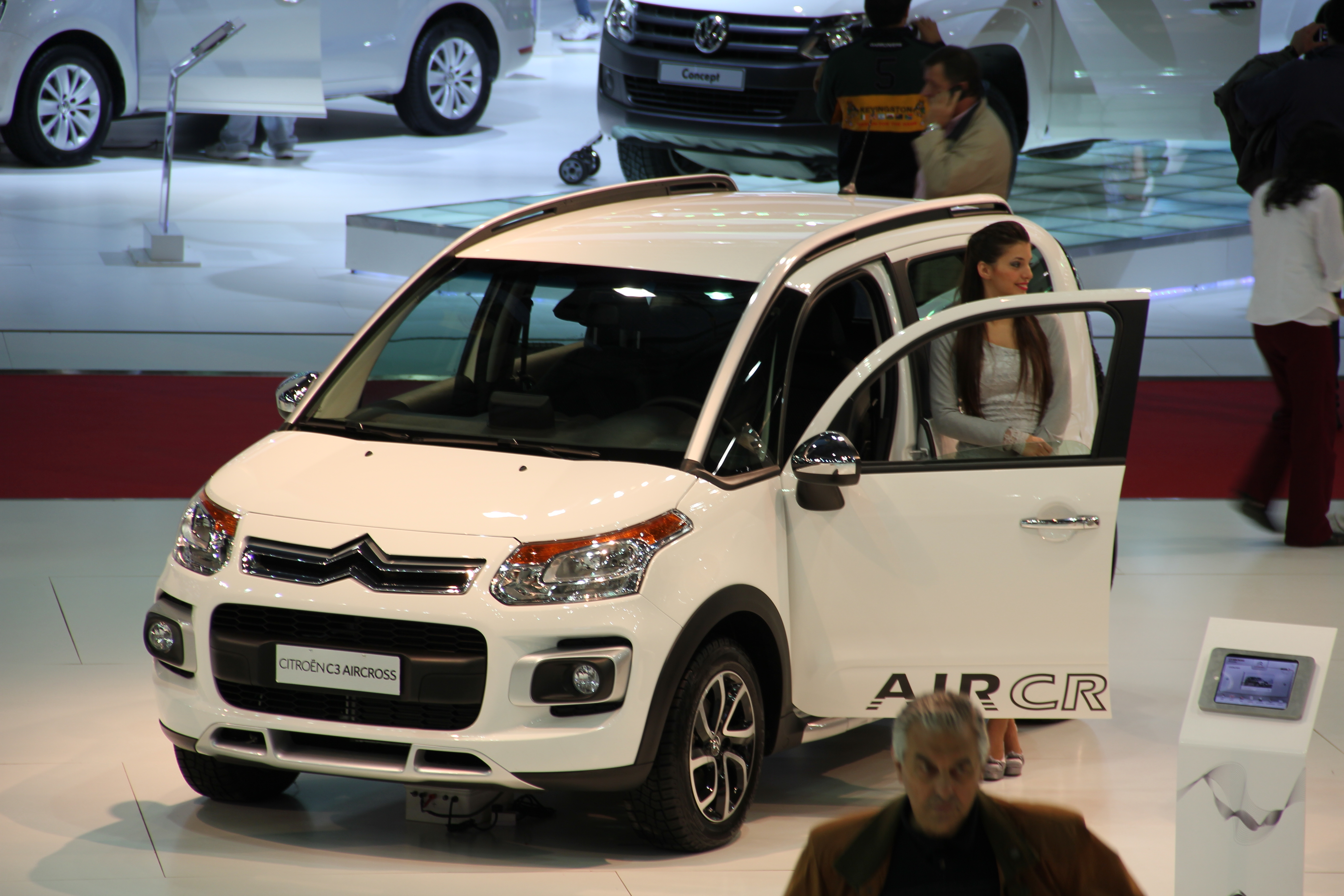
Delantera del Citroën Citroën C3 Aircross es la variante campera del modelo.
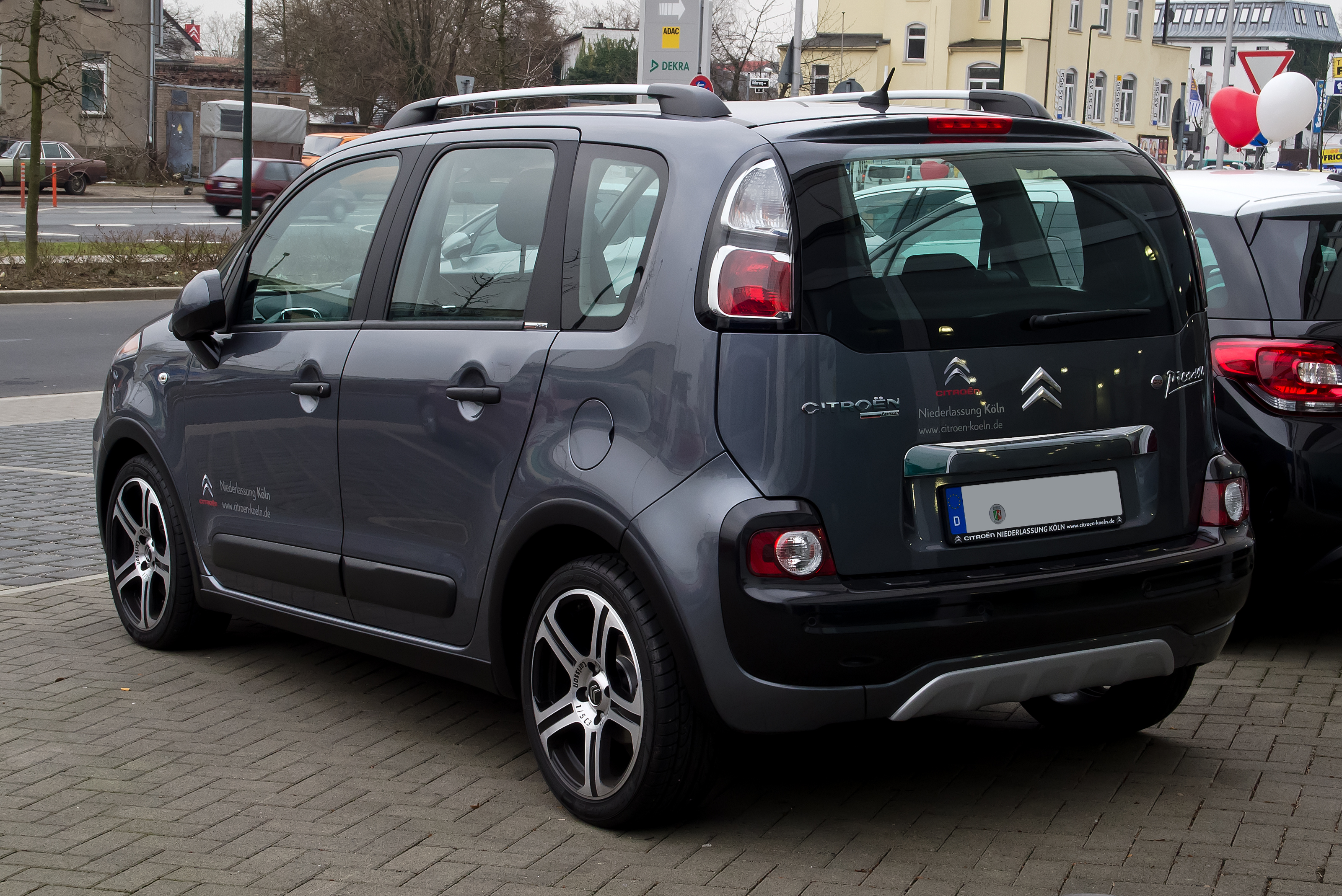
C3 Picasso VTi 120 parte trasera y lateral

## C3 Aircross
El nombre de Citroën C3 Aircross puede designar dos SUV producido por el fabricante francés Citroën. La primera es la versión brasileña del C3 Picasso, y el segundo corresponde a un SUV urbano lanzado en 2017 para reemplazar el C3 Picasso y fabricado en la factoría de Opel en Figueruelas, donde comparte plataforma y motores con la el modelo Crossland X de la firma alemana.